# 6. lipnja
6. lipnja (6. 6.) 157. je dan godine po gregorijanskom kalendaru (158. u prijestupnoj godini).
Do kraja godine ima još 208 dana.

## Događaji
- 1523. – Švedski sabor proglasio Gustava Vasu švedskim kraljem.
- 1683. – U Oxfordu otvoren prvi javni muzej "Ashmolean".
- 1944. "Dan D" operacije Overlord – savezničko iskrcavanje na Normandiju.
- 1946. – U New Yorku osnovan NBA, američki košarkaški savez.
- 1960. – Roy Orbison nakon što nije uspio nagovoriti ni Elvisa ni Everly Brotherse da zajedno snime pjesmu, objavljuje svoju prvu veliku uspješnicu "Only The Lonely". Pjesma je na američkim top ljestvicama dosegla drugo, a na britanskim prvo mjesto.
- 2015. – Papa Franjo došao je u jednodnevni posjet Bosni i Hercegovini.

| - 1436. – Regiomontanus, njemački matematičar i astronom († 1476.) - 1599. – Diego Velázquez, španjolski slikar († 1660.) - 1606. – Pierre Corneille, francuski dramski pisac († 1684.) - 1621. – Petar Zrinski, hrvatski ban i državnik († 1671.) - 1799. – Aleksandar Sergejevič Puškin, ruski književnik († 1837.) - 1854. – Ante Kovačić, hrvatski književnik († 1889.) - 1875. – Thomas Mann, njemački književnik († 1955.) - 1885. – Karlo Ćulum, hrvatski franjevački svećenik († 1943.) - 1895. – George Herman "Babe" Ruth, američki igrač baseballa († 1948.) - 1909. – Isaiah Berlin, rusko - britanski filozof († 1997.) - 1946. – Živko Kolega, hrvatski političar - 1948. – Rocco Buttiglione, talijanski političar, pravnik, akademik i filozof - 1957. – Antun Lisec, hrvatski liječnik i pro-life aktivist († 2019.) - 1958. – Gordan Grlić Radman, hrvatski diplomat - 1962. – Massimo Savić, hrvatski glazbenik i pjevač († 2022.) - 1971. – Darko Kralj, hrvatski paraolimpijac - 1976. – Ivana Krizmanić, hrvatska glumica | - 1818. – Jan Henryk Dąbrowski, poljski general (* 1755. .) - 1861. – Camillo Benso di Cavour, talijanski državnik (* 1810.) - 1929. – Richard Réti, češki šahist i autor (* 1889.) - 1934. – Julije Kempf, hrvatski književnik i povjesničar (* 1864.) - 1934. – Josip Margitaj, hrvatski pisac, učitelj i mađaron (* 1854.) - 1937. – Jean Harlow, američka filmska glumica (* 1911.) - 1945. – Vladimir Arko, hrvatski poduzetnik (* 1888.) - 1956. – Hiram Bingham, američki arheoloh, otkrivač Machu Picchua (* 1875.) - 1961. – Carl Gustav Jung, švicarski psiholog i psihijatar (* 1875.) - 1976. – Paul Getty, američki naftni magnat (* 1892.) - 1996. – Rajmund Kupareo, hrvatski književnik i estetičar (* 1914.) - 2000. – Maria Laura Mainetti, talijanska redovnica (* 1939.) - 2008. – Branko Bevanda, hrvatski motociklist i ugostitelj (* 1937.) - 2018. – Kira Muratova, ukrajinska filmska redateljica (* 1934.) |

## Blagdani i spomendani
- Dan grada Kastva
- Dan grada Svete Nedelje